# Trương Biểu
Trương Biểu (tiếng Trung: 張表; bính âm: Zhang Biao; ? - ?), tự Bá Đạt (伯達), là quan viên, tướng lĩnh nhà Quý Hán thời Tam Quốc trong lịch sử Trung Quốc.

## Cuộc đời
Trương Biểu quê ở huyện Thành Đô, quận Thục, Ích Châu, là con trai của Trương Tùng. Biểu vốn là con trai của Trương Túc, anh trai Tùng, nhưng Tiên chủ giận việc Túc mật báo, khiến cả nhà Tùng bị Lưu Chương sát hại, nên lấy Biểu làm con thừa tự của Tùng.
Trương Biểu dáng vẻ uy nghi, cử chỉ phong độ, là danh sĩ đương thời. Thời trẻ, Biểu cùng Trình Kỳ người Ba Tây, Dương Thái người Ba quận, Dương Hí người Kiền Vi cùng nổi danh. Trương Biểu ban đầu quan chức, danh vị ngang hàng với Hí, sau quan đến chức thượng thư, tham dự các quyết sách của triều đình.
Năm 249, Lai Hàng đô đốc Mã Trung qua đời tại nhiệm sở, triều đình lấy Trương Biểu kế nhiệm Trung chức Lai Hàng đô đốc, phong An nam tướng quân, lấy Dương Hí làm cấp phó. Trương Biểu dù có thanh danh, nhưng cai trị Nam Trung không hiệu quả, được một thời gian thì Diêm Vũ thay thế.
Năm 258, Khương Duy phục chức Đại tướng quân, Trương Biểu được bổ nhiệm làm Hậu tướng quân. Trương Biểu mất trước Dương Hí (261), không rõ năm nào.

## Nhận xét
Trần Thọ đánh giá: Trương Biểu, danh sĩ đương thời, danh vọng hơn Trung, Diêm Vũ, nghỉ tại nơi công cán, làm việc chuyên tâm. Hai người kế nhiệm Trung, uy vọng công tích, đều không bằng Trung.

## Trong văn hóa
Trương Biểu không xuất hiện trong tiểu thuyết Tam quốc diễn nghĩa của La Quán Trung.